# 毛里乡
毛里乡，是中华人民共和国湖南省永州市新田县下辖的一个乡镇级行政单位。

## 行政区划
毛里乡下辖以下地区：
星塘村、查林铺村、火炉岭村、水晶坪村、石古湾村、龙珠湾村、青龙村、毛里坪村、珠美村、青龙坪村、刘家桥村、石龙头村、梅湾村、马场岭村、田坠村、桑梓村、大利村、新宅岭村、向西林村和上青龙村。